# Gerard De Geer
Gerard Jakob De Geer (Stoccolma, 1858 – 1943) è stato un geologo svedese.
Figlio del primo ministro Louis Gerhard De Geer, fu docente a Stoccolma  dal 1897 e direttore dell'Istituto geocronologico dal 1904.
Il suo lavoro più noto è lo studio della geocronologia scandinava e in particolare delle varve locali, che per primo prese in esame.